# Mia Knop Jacobsen
Mia Knop Jacobsen (* 12. August 1992 in Odense) ist eine dänische Jazzmusikerin (Gesang, Komposition), die an der Verschmelzung von Popmusik, Jazz und elektronischer Musik arbeitet.

## Leben und Wirken
Knop Jacobsen wuchs seit ihrem fünften Lebensjahr in Potsdam auf, wo sie das Helmholtz-Gymnasium besuchte. Sie studierte dann am Jazzinstitut Berlin Jazzgesang. 2016/17 gehörte sie zum Bundesjazzorchester. Derzeit absolviert sie in Barcelona einen Master in Komposition und Technologie.
Knop Jacobsen initiierte 2017 das Projekt Planet 9, bei dem Kompositionen zu den Themen Feminismus, Menschenrechte und Gender Equality entstanden. Im selben Jahr erhielt sie mit ihrer Band den ersten Preis beim Sparda Jazz Award. Auch arbeitete sie im Duo mit dem Vibraphonisten Hauke Renken. Sie unternahm ausgiebige Tourneen durch Südamerika, Asien, Nordamerika und Europa und trat bei Musikfestivals wie dem Jazzopen Stuttgart 2017 (als Hintergrundsängerin für Quincy Jones & Friends mit George Benson und Jacob Collier), Belgrade Jazz Festival, der Düsseldorfer Jazz-Rally, Women in Jazz (Halle) oder Jazzfest Bonn auf.
Knop Jacobsen legte 2024 ihr Debütalbum Ease vor, das sie mit Julia Hülsmann am Piano, Igor Osypov an der Gitarre, Marc Muellbauer am Bass und Eva Klesse am Schlagzeug einspielte und das sich zwischen Soul, Modern Jazz und Alternative Pop bewegt. Für den WDR ist es eine der spannendsten Neuerscheinungen, die der deutsche Jazz in diesem Jahr zu bieten hat.
Knop Jacobsen gründete weiterhin mit Igor Osypov und Philip Dornbusch (Schlagzeug) das Trash-Pop-Trio Rosemarine, dessen gleichnamiges Album 2019 veröffentlicht wurde und gute Kritiken erhielt. Sie ist außerdem Mitglied des Jazztrios Last Chance to Misbehave (gemeinsam mit Julia Hülsmann und Cansu Tanrıkulu), das 2021 beim Bitches Brew Festival auf sich aufmerksam machte.